# Dětřichov nad Bystřicí
Dětřichov nad Bystřicí är en ort i Tjeckien. Den ligger i den östra delen av landet, 220 km öster om huvudstaden Prag. Dětřichov nad Bystřicí ligger 612 meter över havet och antalet invånare är 484.
Terrängen runt Dětřichov nad Bystřicí är huvudsakligen platt, men åt sydväst är den kuperad. Runt Dětřichov nad Bystřicí är det ganska glesbefolkat, med 27 invånare per kvadratkilometer. Närmaste större samhälle är Bruntál, 17,7 km norr om Dětřichov nad Bystřicí. Omgivningarna runt Dětřichov nad Bystřicí är en mosaik av jordbruksmark och naturlig växtlighet.